# 彼得格勒的韦尼阿明
彼得格勒的韦尼阿明（俄语：Вениамин Петроградский，1874年—1922年），本名瓦西里·帕夫洛维奇·卡赞斯基（Василий Павлович Казанский），东正教殉道者、彼得格勒和格多夫都主教（1917年至1922年）。

## 生平
1895年，卡赞斯基发愿修道，取名韦尼阿明。1897年，他自圣彼得堡神学院毕业后，曾在里加神学院教了一段时间，然后于1898年担任霍尔姆斯克神学院督察，于1899年担任圣彼得堡神学院督察。1902年，被任命为萨马拉神学院院长，1905年担任圣彼得堡神学院院长。从1910年起，韦尼阿明担任格多夫主教和圣彼得堡副主教。韦尼阿明领导每年复活节和圣诞节在圣彼得堡的普提洛夫斯基和歐布克霍夫斯基工厂举行仪式，并为照顾被遗弃的妇女，组织圣母慈善基金会。

### 大主教和都主教
从1917年3月，他担任彼得格勒和拉多加大主教，自8月担任彼得格勒和拉多加都主教，自1918年起，担任彼得格勒和格多夫都主教。1922年，他因反对交出教会贵重物品被逮捕，被彼得格勒省革命法庭处以死刑。1992年，他被俄罗斯正教会册封为殉道者；在亚历山大·涅夫斯基修道院的墓地为其树立了纪念塔。